# Yell Sound
Yell Sound – cieśnina na Szetlandach, znajdująca się pomiędzy wyspą Mainland a archipelagiem North Isles. W czasach wikingów znana pod nazwą Alesund.
W wodach cieśniny znajduje się wiele wysp, czasami zaliczanych do North Isles, najczęściej jednak wymienianych jako osobna grupa. Niektóre spośród nich to Gruney, Brother Isle, Lamba, Bigga, Orfasay, Little Roe, Samphrey, Uanerey, Little Holm czy Muckle Holm.
Przez Yell Sound kursują promy, łączące Mainland z North Isles. Południowo-zachodnia przystań na Mainland znajduje się w miejscowości Toft, zaś północno-wschodnia w Ulsta na wyspie Yell. W 2004 do obsługi połączenia trafiły dwa nowe promy – Daggri i Dagalien – wybudowane w Gdańsku.
W Sullom Voe, zatoce Yell Sound, znajduje się terminal naftowy.